# Gilduin de Dol
Gilduin ou Gelduin de Dol  (né à Combourg vers 1051[Information douteuse], mort à Chartres le 27 janvier 1077) est un noble breton qui fut archevêque élu de Dol août-septembre 1076, puis proclamé saint après sa mort.

## Origine
Gelduin naît dans la puissante famille féodale des seigneurs de Combourg. Il est le fils de Riwallon de Dol et d'Aremburge du Puiset, fille de Gelduin, vicomte de Chartres. Un de ses oncles paternels Junguenée (mort vers 1049), fut archevêque de Dol-de-Bretagne et un de ses frères, Guillaume, sera plus tard abbé de l'abbaye Saint-Florent de Saumur. 
Le jeune seigneur est destiné à l'Eglise par sa famille. A cette époque où le clergé séculier breton connait dans une profonde décadence. Vivant en grand seigneur, les prélats ne respectent ni le voeux de pauvreté (Simonie) ni le voeux de chasteté (Nicolaïsme) et, lié au pouvoir politique incarné par leurs familles, ne respectent que de manière relative leur voeux d'Obéissance au pape. Gilduin devient diacre en 1072 et chanoine, charge lucrative.  
Il fonde avec ses frères Jean Ier de Dol et Guillaume un Prieuré dit L'Abbaye-sous-Dol.
Le puissant archevêché de Dol - incarnation de l'indépendance bretonne - est alors entre les mains de Juhel ou Juthaël qui a acheté son siège au duc Alain III de Bretagne vers 1039, vit comme un seigneur féodal laïc et dilapide les biens de son diocèse .
Le clergé breton intervient auprès du pape Grégoire VII qui le dépose et Gilduin, issu de la plus puissante lignée de la région, est élu évêque de Dol du fait de sa piété et de la pureté de ses mœurs. Il proteste contre ce choix du fait de son jeune âge et de son inexpérience et le clergé décide d'en référer au souverain pontife.
Gilduin part alors pour Rome accompagné d'Éven l'abbé de Saint-Melaine de Rennes. Parvenu devant le Souverain Pontife , le jeune prince, faisant référence aux récentes réformes du pape visant à émanciper le clergé de la tutelle des seigneurs et de sa propre parenté avec son prédécesseur et les ducs de Bretagne, propose à ce dernier qu'Éven devienne archevêque à sa place. Le pontife approuve son choix et consacre Éven. 
Sur le chemin du retour, Gilduin veut faire à pied un pèlerinage à Chartres d'où est originaire sa famille maternelle. Pris d'une forte fièvre, il meurt âgé de 25 ans le 27 janvier 1077 dans l'abbaye Saint-Père-en-Vallée près de Chartres. Sa dépouille est inhumée dans le chœur de l'église abbatiale. Il est ensuite reconnu comme le saint patron des pèlerins et fêté le 27 janvier.

## Source
- Dictionnaire biographique sous la direction de Jean-Loup Avril 321 Malouins, Les portes du Large, 2004  (ISBN 291461215X) p. 116.